# Leafpad
Leafpad是一个开源的文本编辑器，适用于Linux、BSD和Maemo。着重于创建一个轻量级的文本编辑器且依赖最少，它的设计简单，易于编译。Leafpad是LXDE及Xubuntu 11.10和12.04上的默认的文本编辑器。
Leafpad是自由软件，依据GNU通用公共许可证的条款发布。

## 功能
Leafpad的功能包括字符编码选项，自动字符编码检测，无限撤销/重做功能，及拖放功能。
与其它编辑器，如Gedit或Kate相比，Leafpad内存占用较小。